# Soccerserie
Soccerserie is een serie voetbalpoppen ontwikkeld door voormalig profvoetballer Bryan Roy. Hij maakte zelf onderdeel uit van 3D-Stars, een organisatie die is gespecialiseerd in het maken van (miniatuur)voetbalfiguren.

## Geschiedenis
Eind 2005 kwam Roy op de markt met de eerste reeks voetbalpoppen uit de Soccerserie. Deze werden voor 15 euro verkocht in onder meer speelgoedwinkels. Later zouden ook Soccerserie 2 en Soccerserie 3 in de winkels komen te liggen. Omdat de omzet echter te laag was en Roy niet voldoende winst maakte op zijn ontwerpen, werd in het najaar van 2007 bekendgemaakt dat er niet langer nieuwe poppetjes zouden worden gemaakt in verband met het faillissement van Soccerserie.

## Soccerserie 1
- Ajax: Wesley Sneijder
- Feyenoord: Dirk Kuijt
- PSV: Phillip Cocu
- Bayern München: Roy Makaay, Oliver Kahn
- Borussia Dortmund: Jan Koller
- Hamburger SV: Sergej Barbarez
- Werder Bremen: Miroslav Klose
- Liverpool: Steven Gerrard
- Arsenal: Dennis Bergkamp
- Chelsea: Arjen Robben
- Celtic: John Hartson
- Glasgow Rangers: Dado Pršo
- AS Roma: Francesco Totti
- AC Milan: Andrej Sjevtsjenko, Kaká
- Internazionale: Adriano

## Soccerserie 2
- Ajax: Hedwiges Maduro
- Feyenoord: Salomon Kalou
- PSV: Alex
- Borussia Dortmund: Christian Wörns
- Liverpool: Jamie Carragher
- Arsenal: Thierry Henry
- Chelsea: John Terry
- AC Milan: Paolo Maldini
- Internazionale: Obafemi Martins

## Soccerserie 3
- Ajax: Klaas-Jan Huntelaar
- Feyenoord: Patrick Lodewijks
- PSV: Arouna Koné
- Liverpool: Luis Garcia
- Arsenal: Fredrik Ljungberg
- Chelsea: Didier Drogba, Andrej Sjevtsjenko

## Faillissement
De productie werd stopgezet toen Roy failliet ging met zijn organisatie. Was dit niet gebeurd, dan zouden de volgende poppetjes ook zijn uitgegeven: Jaap Stam (Ajax), Heurelho da Silva Gomes (PSV), Rafael van der Vaart (Hamburger SV), Thierry Henry (in het nieuwe tenue van Arsenal), Bonaventure Kalou en Pedro Pauleta (beide Paris Saint-Germain).

## Trivia
- Van Dirk Kuijt zijn er 250 poppetjes uitgegeven met gouden schoenen. Dit heeft te maken met het feit dat hij in 2006 de Gouden Schoen won. Phillip Cocu won destijds de Zilveren Schoen en ook van hem zijn 250 poppetjes uitgegeven met zilveren schoenen.